# مقاطعة لوزيرن (بنسلفانيا)
مقاطعة لوزيرن (بالإنجليزية: Luzerne County, Pennsylvania)‏ هي إحدى مقاطعات ولاية بنسلفانيا في الولايات المتحدة. بلغ عدد سكانها 321027 نسمة في عام 2010 حسب إحصاء مكتب تعداد الولايات المتحدة.

## المناخ
يظهر الجدول التالي التغييرات المناخية على مدار السنة لمقاطعة لوزيرن:
| البيانات المناخية لـمقاطعة لوزيرن | البيانات المناخية لـمقاطعة لوزيرن | البيانات المناخية لـمقاطعة لوزيرن | البيانات المناخية لـمقاطعة لوزيرن | البيانات المناخية لـمقاطعة لوزيرن | البيانات المناخية لـمقاطعة لوزيرن | البيانات المناخية لـمقاطعة لوزيرن | البيانات المناخية لـمقاطعة لوزيرن | البيانات المناخية لـمقاطعة لوزيرن | البيانات المناخية لـمقاطعة لوزيرن | البيانات المناخية لـمقاطعة لوزيرن | البيانات المناخية لـمقاطعة لوزيرن | البيانات المناخية لـمقاطعة لوزيرن | البيانات المناخية لـمقاطعة لوزيرن |
| الشهر                             | يناير                             | فبراير                            | مارس                              | أبريل                             | مايو                              | يونيو                             | يوليو                             | أغسطس                             | سبتمبر                            | أكتوبر                            | نوفمبر                            | ديسمبر                            | المعدل السنوي                     |
| --------------------------------- | --------------------------------- | --------------------------------- | --------------------------------- | --------------------------------- | --------------------------------- | --------------------------------- | --------------------------------- | --------------------------------- | --------------------------------- | --------------------------------- | --------------------------------- | --------------------------------- | --------------------------------- |
| متوسط درجة الحرارة الكبرى °ف (°م) | 31.9 (−0.1)                       | 35.4 (1.9)                        | 44.1 (6.7)                        | 57.4 (14.1)                       | 68.1 (20.1)                       | 75.8 (24.3)                       | 79.7 (26.5)                       | 77.5 (25.3)                       | 70.8 (21.6)                       | 59.7 (15.4)                       | 47.8 (8.8)                        | 36.3 (2.4)                        | 57.1 (13.9)                       |
| المتوسط اليومي °ف (°م)            | 23.8 (−4.6)                       | 26.9 (−2.8)                       | 34.4 (1.3)                        | 46.7 (8.2)                        | 57.3 (14.1)                       | 65.6 (18.7)                       | 70.0 (21.1)                       | 68.1 (20.1)                       | 61.1 (16.2)                       | 49.8 (9.9)                        | 39.5 (4.2)                        | 28.5 (−1.9)                       | 47.7 (8.7)                        |
| متوسط درجة الحرارة الصغرى °ف (°م) | 15.7 (−9.1)                       | 18.3 (−7.6)                       | 24.7 (−4.1)                       | 36.0 (2.2)                        | 46.6 (8.1)                        | 55.4 (13.0)                       | 60.4 (15.8)                       | 58.6 (14.8)                       | 51.4 (10.8)                       | 39.9 (4.4)                        | 31.3 (−0.4)                       | 20.7 (−6.3)                       | 38.3 (3.5)                        |
| الهطول إنش (مم)                   | 3.20 (81)                         | 2.90 (74)                         | 3.55 (90)                         | 4.43 (113)                        | 4.47 (114)                        | 5.19 (132)                        | 4.43 (113)                        | 4.34 (110)                        | 4.78 (121)                        | 4.49 (114)                        | 4.24 (108)                        | 3.71 (94)                         | 49.73 (1٬263)                     |
| متوسط الرطوبة النسبية (%)         | 74.6                              | 69.0                              | 64.9                              | 61.1                              | 64.7                              | 73.2                              | 73.7                              | 77.0                              | 77.7                              | 74.2                              | 73.4                              | 75.7                              | 71.6                              |
| المصدر: PRISM Climate Group       |                                   |                                   |                                   |                                   |                                   |                                   |                                   |                                   |                                   |                                   |                                   |                                   |                                   |

## أعلام
- مارتن إل. موراي
- آرون فان كامب
- جوناثان جاسبر رايت

## وصلات خارجية
- www.luzernecounty.org